# Navili de línia

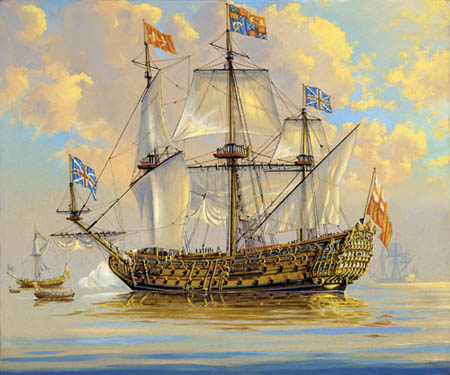
Navili anglès HMS Royal Charles (1671). Vegeu l'aparell sense flocs, que encara no s'utilitzaven.

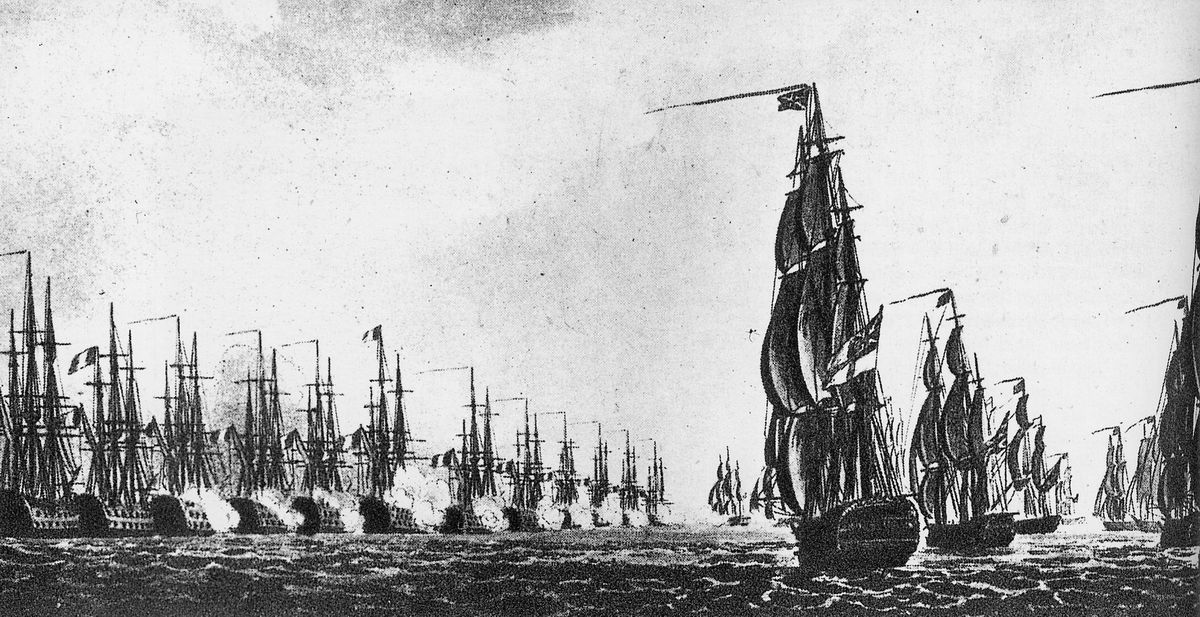
Vaixells anglesos ataquen la línia de batalla francesa a la batalla del Nil (1798).

Representació esquemàtica d'un Navili de línia de tres ponts:
1) Panyol de municions.
2) Santabàrbara.
3) Avantpanyol. Panyol on es carregaven de pólvora els cartutxos.
4) Tapabala. Via d'aigua tapada amb taules de fusta i planxes de plom.
5) Tir doble. Requerit per trencar el buc del vaixell enemic.
6) Canó amb curenya i aparells.
7) Zona d'abordatge

El navili de línia és un vaixell de guerra de tres pals amb aparell de vela quadrada i de dues a tres cobertes artillades (amb l'excepció del Santíssima Trinitat que en va arribar a tenir quatre). És conegut amb el nom de navili de línia, ja que era el tipus de vaixell que formava la línia de batalla entre els segles xvii i xix.
El concepte de navili va aparèixer a finals del segle xvi, a Anglaterra, com a evolució dels vaixells existents, com el galió, davant els avenços de l'artilleria naval i les millores tècniques en els vaixells de vela. Les flotes havien de presentar una línia de vaixells cada vegada més artillats, per desarborar i destruir els vaixells enemics, arribant a l'abordatge com a últim recurs, superant la concepció existent fins aleshores que el combat naval era una extensió del terrestre, en què calia abordar sempre l'enemic per lluitar cos a cos. Al segle xvii es desenvolupa el concepte, que arribarà al seu cim al xviii amb el navili de línia, dissenyat per formar aquestes línies artilleres navals i maniobrar amb la resta de l'esquadra.

## Història

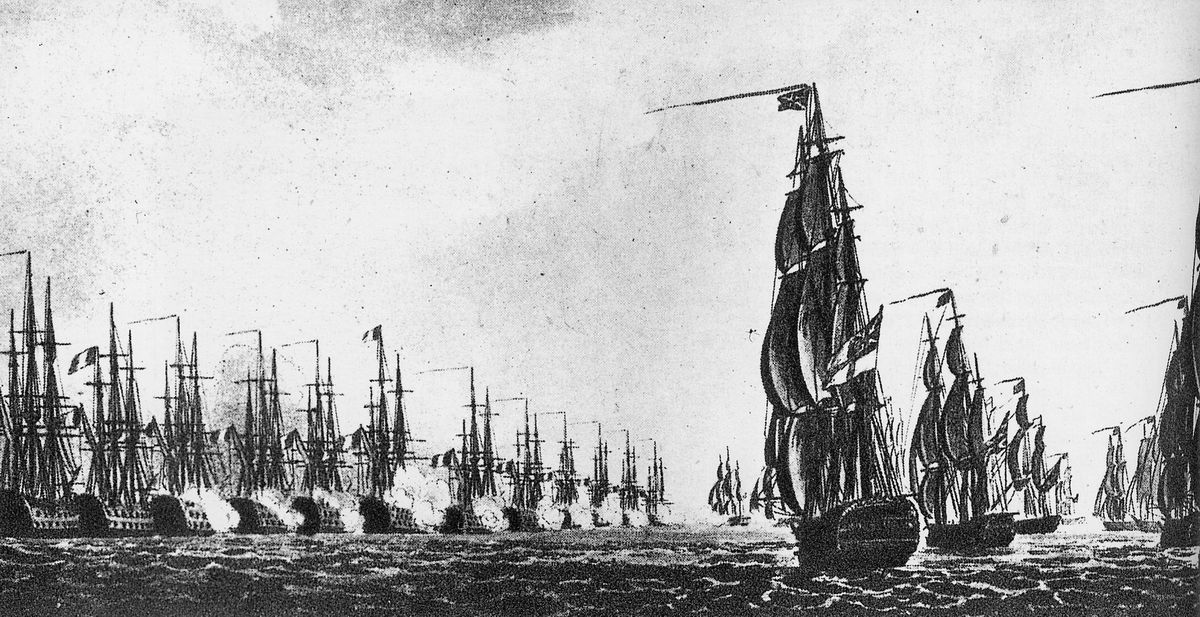
Vaixells anglesos ataquen la línia de batalla francesa a la batalla del Nil l'1 d'agost de 1798 (pintura de Thomas Whitcombe)

El concepte de navili va aparèixer a la fi del segle segle xvi, a Anglaterra, com a evolució dels vaixells existents, com el galió, davant els avenços de l'artilleria naval i les millores tècniques en els vaixells de vela. Les flotes havien de presentar una línia de vaixells cada vegada més artillats, per a desarborar i destruir els vaixells enemics, arribant a l'abordatge com a últim recurs, superant la concepció existent fins aleshores que el combat naval era una extensió del terrestre, en què calia abordar sempre l'enemic per lluitar cos a cos. Al segle segle xvii es desenvolupa el concepte, que arribarà al seu cim al segle segle xviii amb el navili de línia, dissenyat per formar aquestes línies artilleres navals i maniobrar al costat de la resta de l'esquadra.
A l'Armada Espanyola del segle xviii els bucs es classificaven en tres classes, segons el seu nombre de canó (artilleria): entre els 100 que com a mínim havia de portar un de primera classe i els 60 que n'armava un de tercera. El navili de línia amb més canons mai construït va ser el Santísima Trinidad, armat amb 136 canons i 4 morters, que va ser avarat el 1769 a L'Havana (Cuba), i es va enfonsar al sud de Cadis, quan va ser captat a la batalla de Trafalgar (1805).
Per construir i mantenir els navilis consumien és menester molta fusta i altres materials. Per protegir-se dels impactes enemics, el casc (nàutica) es formava superposant taulons gruixuts de roure o alzina, per formar capes de fins a mig metre de gruix, o més en els ponts. L'obra viva es folrava amb planxes metàl·liques de coure per impedir l'acció de paràsits marins i s'alternaven capes d'estopa i enquitranats per augmentar la durada dels materials. L'artilleria més pesant (peces de 42 a 32 lliures) anava al pont inferior i s'anaven col·locant peces cada vegada més lleugeres als superiors. El seu desplaçament oscil·lava entre les 1.200 i 3.500 tones. En ser un vaixell lent i que requeria molts tripulants per a maniobrar-lo, les marines de guerra disposaven també d'una sèrie de vaixells menors, com fragates, corbetes, goletes o bergantins, per a missions que requerien mobilitat i acció independent de la flota.
L'enginyer francès Charles Henri Dupuy de Lôme va començar l'última etapa del navili de línia amb el Napoléon, un enorme navili que tenia el suport d'un motor a vapor.
El navili va desaparèixer de les armades a la segona meitat del segle segle xix, a partir de l'entrada en servei de les fragates blindades, el primer exemplar del qual va ser la francesa La Gloire, curiosament també dissenyada per Dupuy de Lôme, el 1859, seguida a l'any següent de l'anglesa HMS Warrior; si bé s'usaria una última vegada en combat a la Batalla de Lissa (1866) en el context de la Tercera guerra d'independència italiana en què el navili de línia austríac SMS Kaiser, encara que no era la nau capitana de l'almirall Tegetthoff, va participar intensament enfront de les fragates blindades italianes.

### Decadència

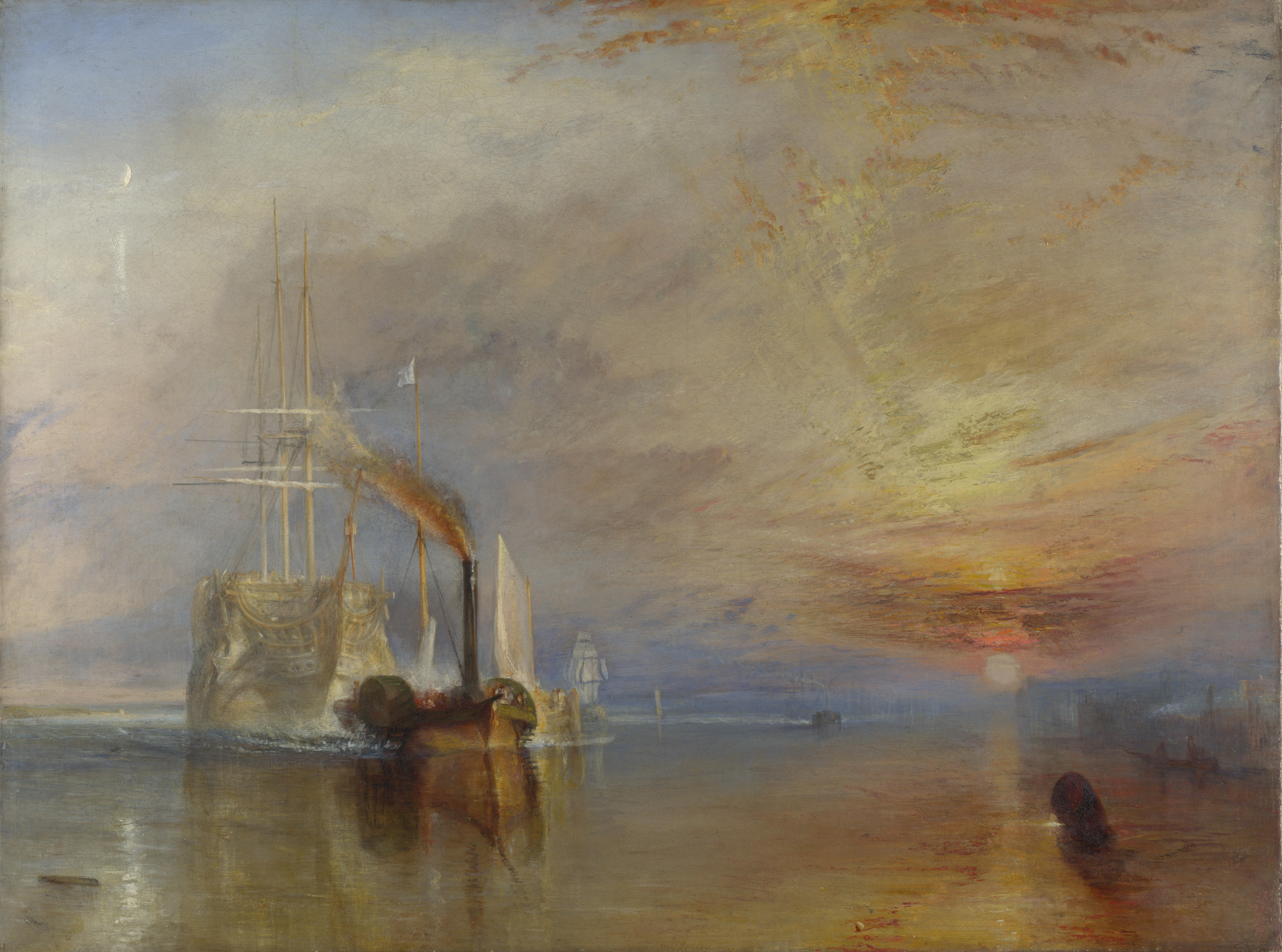
Representació de Turner de, heroi de la batalla de Trafalgar, remolcat ignominiosament per un petit vaixell de vapor

A la Guerra de Crimea, sis vaixells de línia de batalla i dues fragates de la Flota del Mar Negre russa van destruir set fragates otomanes i tres corvettes amb obusos explosius a la batalla de Sinop el 1853.
A la dècada de 1860, els vaixells de línia de batalla de vapor sense blindatge van ser substituïts per vaixells de guerra blindats. A la Guerra Civil Americana, el 8 de març de 1862, durant el primer dia de la batalla de Hampton Roads, dues fragates de fusta de la Union sense blindatge van ser enfonsades i destruïdes pel vaixell confederat CSS Virginia. No obstant això, el poder implicat pel vaixell de línia trobaria el seu camí cap al cuirassat, que es desenvoluparia durant les dècades vinents en el concepte de cuirassat.
Diverses armades encara utilitzen termes equivalents al «vaixell de línia» per als cuirassats, inclosa l'alemanya (Linienschiff) i russa (lineyniy korabl '(лине́йный кора́бль) o linkor (линкор) en resum).

### Els majors navilis de la història
Els navilis de línia més grosses, van ser construïts quan ja eren en franc declivi, comptant a més amb propulsió a vapor, i els pocs construïts d'aquesta manera, eren coneguts com a navilis d'hèlix, però aviat van ser superats per les millors fragates d'hèlix, i posteriorment per les fragates blindades i cuirassades.
Alguns exemples d'aquests vaixells serien:
- HMS Victory (1759), britànic, 3.556 tones de desplaçament, 79 metres d'eslora, 104 canons.[2]
- Bretagne, francès, 6.875 tones de desplaçament a plena càrrega, 81 metres d'eslora.[3]
- HMS Duke of Wellington (1852), britànic, 6.071 tones de desplaçament, 73 metres d'eslora.[4]
- Napoléon (1852), francès, 5.120 tones de desplaçament, 77,8 metres d'eslora.[5]
- Valmy (1850), francès, 5.826 tones de desplaçament, 64,05 metres d'eslora.[3]

El major navili de línia sense propulsió a vapor va ser el Santísima Trinidad, de la Reial Armada Espanyola, amb un desplaçament de 4.902 tones, 61,40 metres d'eslora i armat amb 140 canons.

## Combat
Al Mar del Nord i l'Oceà Atlàntic, les flotes de la Marina Real, la dels Països Baixos, la de França, la d'Espanya i la de Portugal van lliurar nombroses batalles. Al Bàltic, els regnes escandinaus i Rússia van fer el mateix, mentre que al mar Mediterrani, l'imperi otomà, Espanya, França, Gran Bretanya i els diversos pirates de Berberia també van batallar.
Al segle xviii, el Regne Unit s'havia establert com la potència naval més important del món. Els intents de Napoleó de desafiar el domini de la Royal Navy al mar van resultar ser un fracàs colossal. Durant les Guerres Napoleòniques, Gran Bretanya va derrotar decisivament a les flotes franceses i aliades a tot el món, fins i tot al Carib en la Batalla del Cap Sant Vicent, la Badia d'Aboukir davant de la costa egípcia a la Batalla del Nil el 1798, prop d'Espanya a Batalla de Trafalgar el 1805, i a la segona Batalla de Copenhaguen (1807). El Regne Unit va sorgir de les guerres napoleòniques el 1815 amb l'armada més gran i professional del món, composta per centenars de vaixells de fusta de totes les mides i classes a vela.
L'aclaparadora potència de foc no servia de res si no es podia utilitzar, cosa que no sempre era possible contra els vaixells més petits i prims utilitzats pels corsaris de Napoleó, que operaven des dels territoris francesos del Nou Món. La Royal Navy ho va compensar desplegant nombrosos balanins de Bermuda. De manera similar, molts dels vaixells mercants de la Companyia de les Índies Orientals es van tornar lleugerament armats i bastant competents en combat durant aquest període, operant un sistema de combois sota un vaixell mercant armat, en lloc de dependre d'un petit nombre de més vaixells fortament armats que, si bé eren efectius, alentien el flux del comerç.

## Tipus de navili
Es poden distingir els següents tipus de navili:
- Navili de tres ponts: el que té tres ponts o bateries de popa a proa i que regularment no munta menys de 120 canons. Així mateix solia haver-hi navilis de quatre bateries com el Santíssima Trinitat, espanyol, i és el que té correguda la bateria de l'alcàsser, passamans i castell.
- Navili de línia: qualsevol dels senzills o dels de tres ponts que per aquesta circumstància es considera a propòsit per entrar a la formació d'una línia de combat. En general és que no munta menys de 74 canons de calibre, però hi ha hagut en un altre temps navilis de línia amb menys de 60 canons.
- Navili d'hèlix: el que, a més de l'aparell que li correspon, tenia una màquina de vapor amb la qual podia posar-se en moviment per mitjà de l'aparell propulsor anomenat hèlix.
- Navili rebaixat, realçat, d'alt bord, cap, cua d'una línia o columna, etc.
- Navili de bandera, d'insígnia o vaixell general: el vaixell insígnia on hi va el general d'una esquadra o divisió.
- Navili de guàrdia: el que en una esquadra o port es destina per atendre totes les ocurrències que s'ofereixin en les vint hores d'aquest servei.[7]

## Classes de navilis de línia
A l'Armada espanyola i a l'Armada britànica del segle xviii, els navilis de línia es classificaven en tres classes, segons el seu nombre de canons, entre els 100 com a mínim que havia de portar un primera classe i els 60 que n'armava una tercera. Un dels navilis de línia més gran mai construït i possiblement el que més canons duia va ser l'espanyol Santíssima Trinitat  avarat el 1769 a l'Havana (Cuba), i reformat i ampliat posteriorment fins a aconseguir quatre cobertes artillades amb un total de 136 canons i 4 morters. Es va enfonsar al sud de Cadis, després de ser capturat a la batalla de Trafalgar (1805).

## Restauracions i preservació

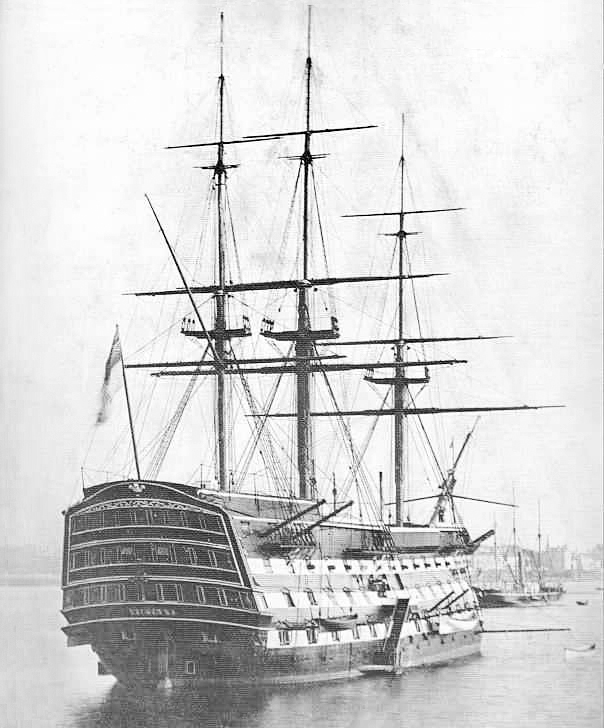
HMS Victory el 1884

L'únic vaixell original de la línia que queda avui és l'HMS Victory, conservat com a museu a Portsmouth per mostrar com era mentre estava sota l'almirall Horatio Nelson a la batalla de Trafalgar de 1805. Tot i que el Victory es troba en dic sec, encara és un vaixell de guerra comissionat, sent el vaixell de guerra comissionat més antic de qualsevol marina del món.

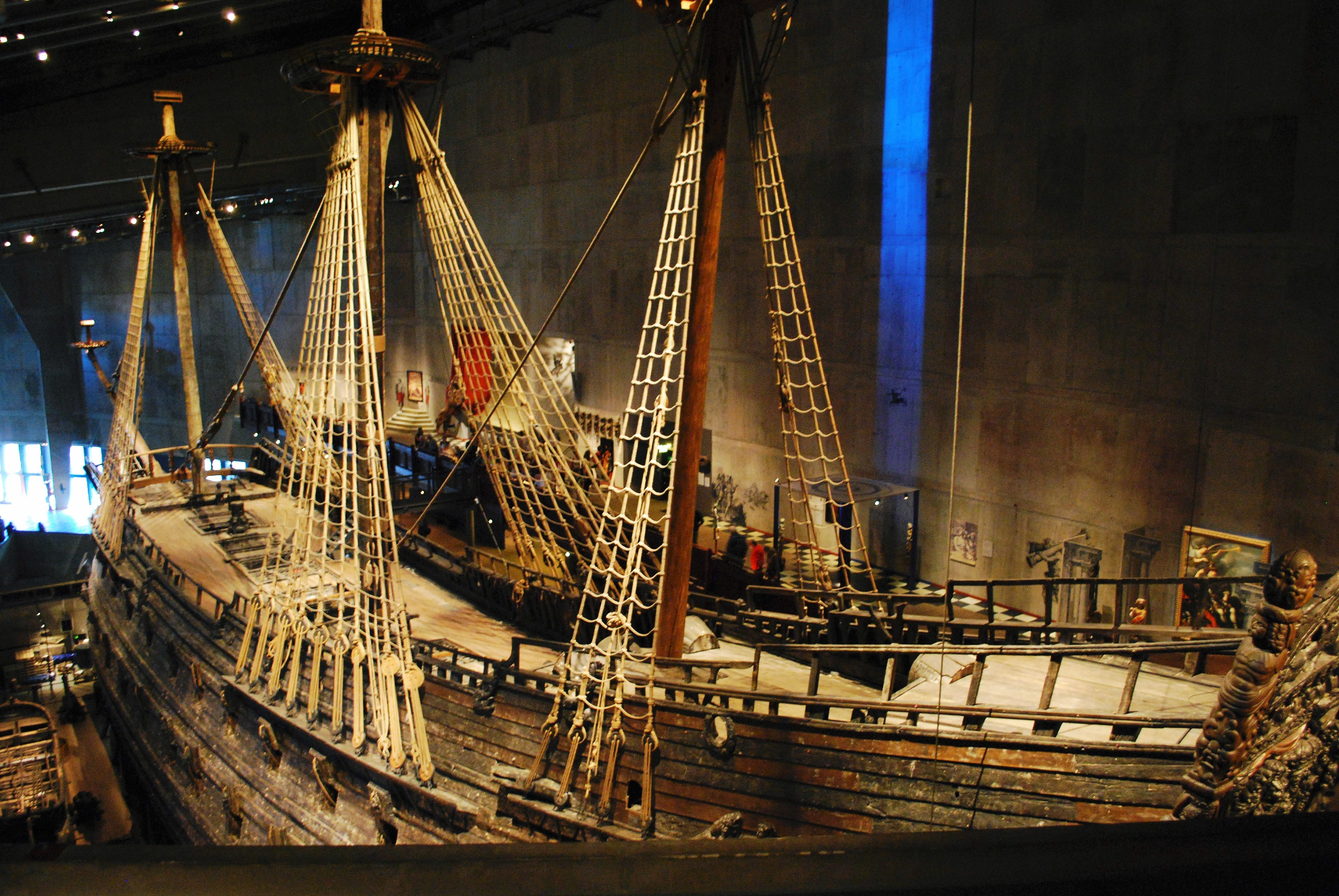
El Vasa en exhibició a Estocolm

Vasa va naufragar en el seu viatge inaugural, el diumenge 10 d'agost de 1628, al port d'Estocolm. El vaixell va ser rescatat el 24 d'abril de 1961 i es troba exposat al Museu Vasa d'Estocolm, Suècia, el museu més visitat de Suècia.

## Detalls d'alguns navilis de línia

### ElMontañés
El navili Montañés sembla que era molt veloç en tots els rumbs. La velocitat documentada és de 14 nusos. Segurament es tracta d'una xifra una mica exagerada. La goleta corsària Prince de Neufchâtel, el vaixell més ràpid de la Guerra Anglo-americana de 1812, es diu que arribava als 13,5 nusos. Això sembla indicar que el Montañés podia agafar uns 11 nusos o 11,5 nusos, més ràpid que altres vaixells d'aquesta època. De qualsevol manera és un cas interessant de disseny i construcció que convindria estudiar.

### Tres navilis construïts a Sant Feliu de Guíxols
- San Felipe[11]
- Cambi[12]
- Catalán[13]

### Alguns navilis de línia
- Santa Ana
- Santísima Trinidad
- HMS Victory
- Napoléon (1852)
- Civadera

### Batalles on han participat navilis de línia
- Batalla del Nil (1798)
- Batalla de Trafalgar (1805)
- Batalla de Navarino (1827)